# Децим Валерій Азіатік (легат)
Децим Валерій Азіатік (лат. Decimus Valerius Asiaticus; 35 — 69) — військовий та політичний діяч Римської імперії, імператорський легат—пропретор 69 року.

## Життєпис
Походив з патриціанського роду Валеріїв. Син Децима Валерія Азіатіка, консула-суффекта 35 року.
У 69 році обіймав посаду імператорського легат—пропретора провінції Белгіка. Перейшов на бік Вітеллія, якого германська армія оголосила імператором. Вітеллій заручив з Азіатіком свою доньку і призначив його кандидатом у консули-суффекти на 70 рік.
Після падіння імператора Вітеллія замирився з прихильниками Веспасіана і виступав у сенаті на захист їхніх пропозицій. Помер до вступу на посаду консула.

## Родина
Дружина — Галерія Вітеллія
Діти:
- Децим Валерій Азіатік Сатурнін, консул-суфект 94 року.